# Postnacionalisme

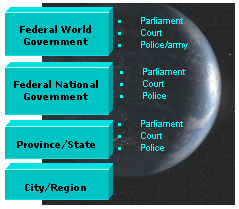
El cosmopolitisme és un concepte que excedeix la idea d'un govern mundial

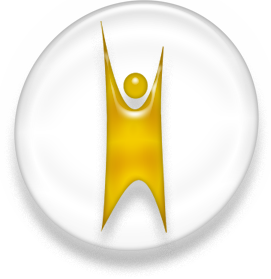
Símbol de l'humanisme en versió or i blanc

El postnacionalisme o no-nacionalisme descriu el procés pel qual els estats-nacions i identitats nacionals perden la seua importància relativa enfront d'entitats supranacionals i mundials. Encara que el postnacionalisme no és estrictament l'antònim de nacionalisme, ambdós termes i les seues presumpcions associades són antitètiques.
L'humanisme secular posa el centre d'atenció en la persona i en el seu desenvolupament lliure i equitatiu, fent èmfasi en la ciutadania i en els seus drets humans, que són universals, i han de garantir la llibertat i el desenvolupament lliure de la personalitat i la identitat que té cadascuna de les persones degut a la seva naturalesa humana. Segons el postnacionalisme, els estats nació coarten les possibilitats d'elecció i intenten imposar un patró comú a un grup de persones, i defensa que s'hauria de caminar cap a un món de sobiranies compartides, ja que degut a la globalització, les sobiranies independents absolutes no existeixen. Segons els postnacionalistes, amb el fenomen de la globalització s'hauria de dotar al món d'estructures de govern i administratives globals i democràtiques més enllà de les diferències conjunturals de raça, religió, sexe o altres identitats particulars.
Hi ha diversos factors que contribueixen a donar forma al postnacionalisme, principalment econòmics, polítics i culturals. La globalització creixent de factors econòmics, com l'expansió del comerç internacional de matèries primeres, béns manufacturats i serveis, i la importància de corporacions multinacionals i la internalització de mercats financers, ha traslladat l'èmfasi des de les economies nacionals a economies globals. Paral·lelament, el poder polític està essent transferit parcialment d'autoritats nacionals a entitats supranacionals, com les Nacions Unides, la Unió Europea, el Tractat de Lliure Comerç d'Amèrica del Nord o l'OTAN. En l'àmbit cultural, els mitjans de comunicació de masses i indústries d'entreteniment tenen una difusió cada vegada menys acotada per les fronteres nacionals, cosa que facilita la formació de tendències i opinions a escala mundial. La migració d'individus o grups entre països contribueix a la formació d'identitats i creences postnacionals, tot i que els llaços identitaris sovint es mantenen associats a procedències nacionals i ètniques.